# Renoncule à feuilles de platane
Ranunculus platanifolius
Espèce
Classification phylogénétique
La Renoncule à feuilles de platane (Ranunculus platanifolius) est une espèce de plantes herbacées vivaces de la famille des Ranunculaceae.
Les fleurs sont blanches et les feuilles sont découpées profondément, rappelant celles du platane et donnant son nom à l'espèce. Cette espèce est assez proche d'apparence à Ranunculus aconitifolius.
Cette plante pousse préférentiellement en montagne, notamment dans les Alpes.